# San Cristóbal de Cuéllar
San Cristóbal de Cuéllar è un comune spagnolo di 209 abitanti situato nella comunità autonoma di Castiglia e León.